# NGC 4700
NGC 4700 је спирална галаксија у сазвежђу Девица која се налази на NGC листи објеката дубоког неба.
Деклинација објекта је - 11° 24' 42" а ректасцензија 12h 49m 7,8s. Привидна величина (магнитуда) објекта NGC 4700 износи 12,1 а фотографска магнитуда 12,8. Налази се на удаљености од 24,0000 милиона парсека од Сунца. NGC 4700 је још познат и под ознакама MCG -2-33-13, IRAS 12465-1108, PGC 43330.